# Plage de la Caracola
La Plage de la Caracola est une plage de sable sur le territoire de la commune de Benicarló dans la comarque du Baix Maestrat (Communauté valencienne).
Près de la route qui unit Benicarló à Peñíscola, elle est bordée au nord par la rambla d'Alcalà qui la sépare de la plage del Gurugú et au sud par la plage Nord de Peñíscola. Elle a une longueur de 450 m, et une largeur moyenne de 25 m. Cette plage était de galets, avec une partie de sable, avant sa régénération.
Elle dispose d'accès par des chemins et par la route. Il existe un parking situé à la promenade del Papa Luna, voie de communication avec le centre urbain. Elle est balisée.
Cette plage a obtenu le Pavillon Bleu depuis 2003.